# ماریا تیموفیوا
ماریا تیموفیوا (روسی: Мари́я Гле́бовна Тимофе́ева؛ IPA: [mɐˈrʲijə tʲɪmɐˈfʲe(j)ɪvə]؛ زادهٔ ۱۸ نوامبر ۲۰۰۳) تنیس‌باز اهل روسیه است. بالاترین جایگاه انفرادی او در رتبه‌بندی WTA، رتبهٔ ۱۲۲ بوده‌است.